# Сокол (Луцкий район)
Со́кол (укр. Сокіл) — село в Рожищенской городской общине Луцкого района Волынской области Украины. Расположено на реке Стыр.
До 2020 года входило в Рожищенский район.
Код КОАТУУ — 0724586201. Население по переписи 2001 года составляет 797 человек. Почтовый индекс — 45113. Телефонный код — 3368. Занимает площадь 4,02 км².

## Галерея

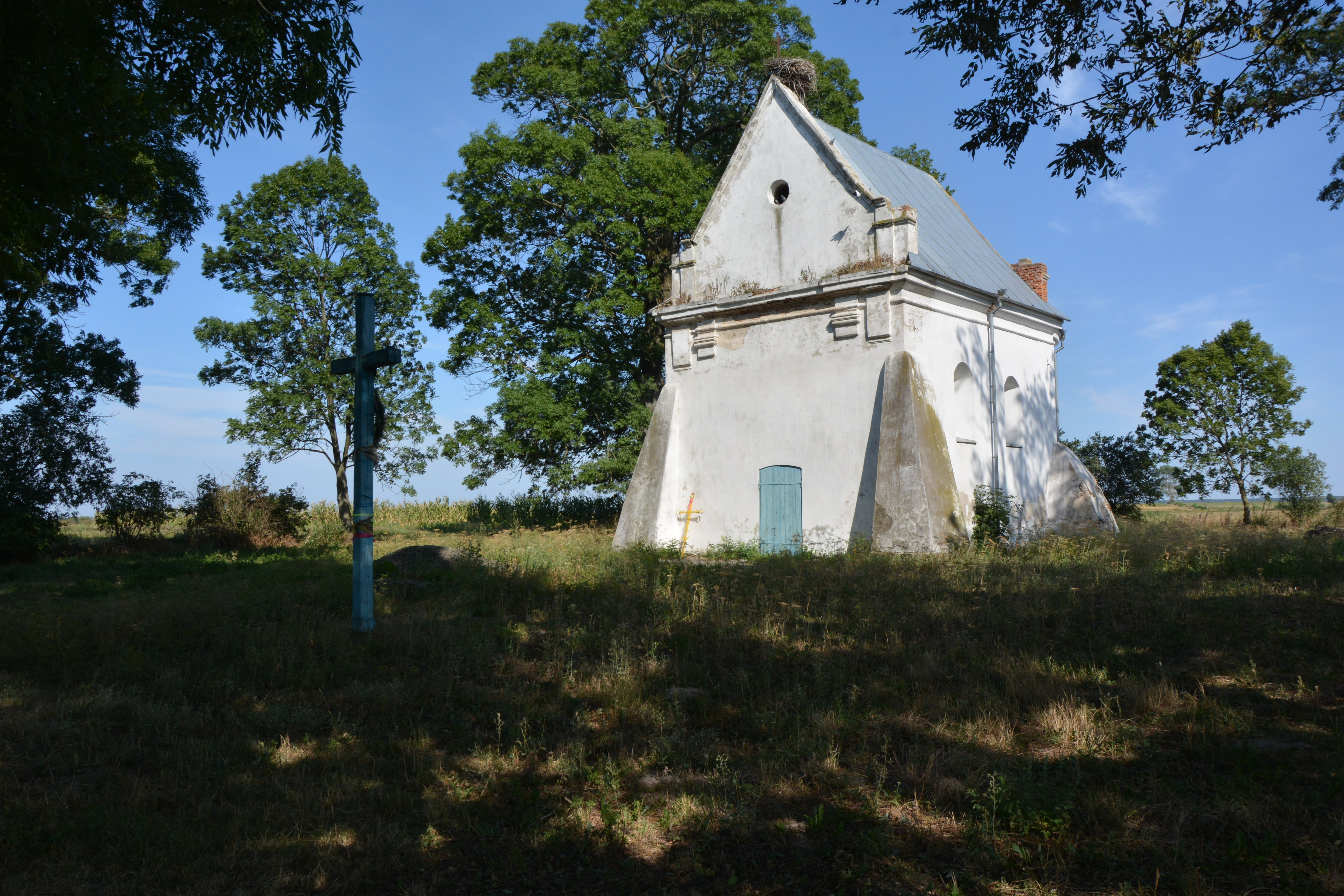
Свято-Успенская церковь (1816 г.)
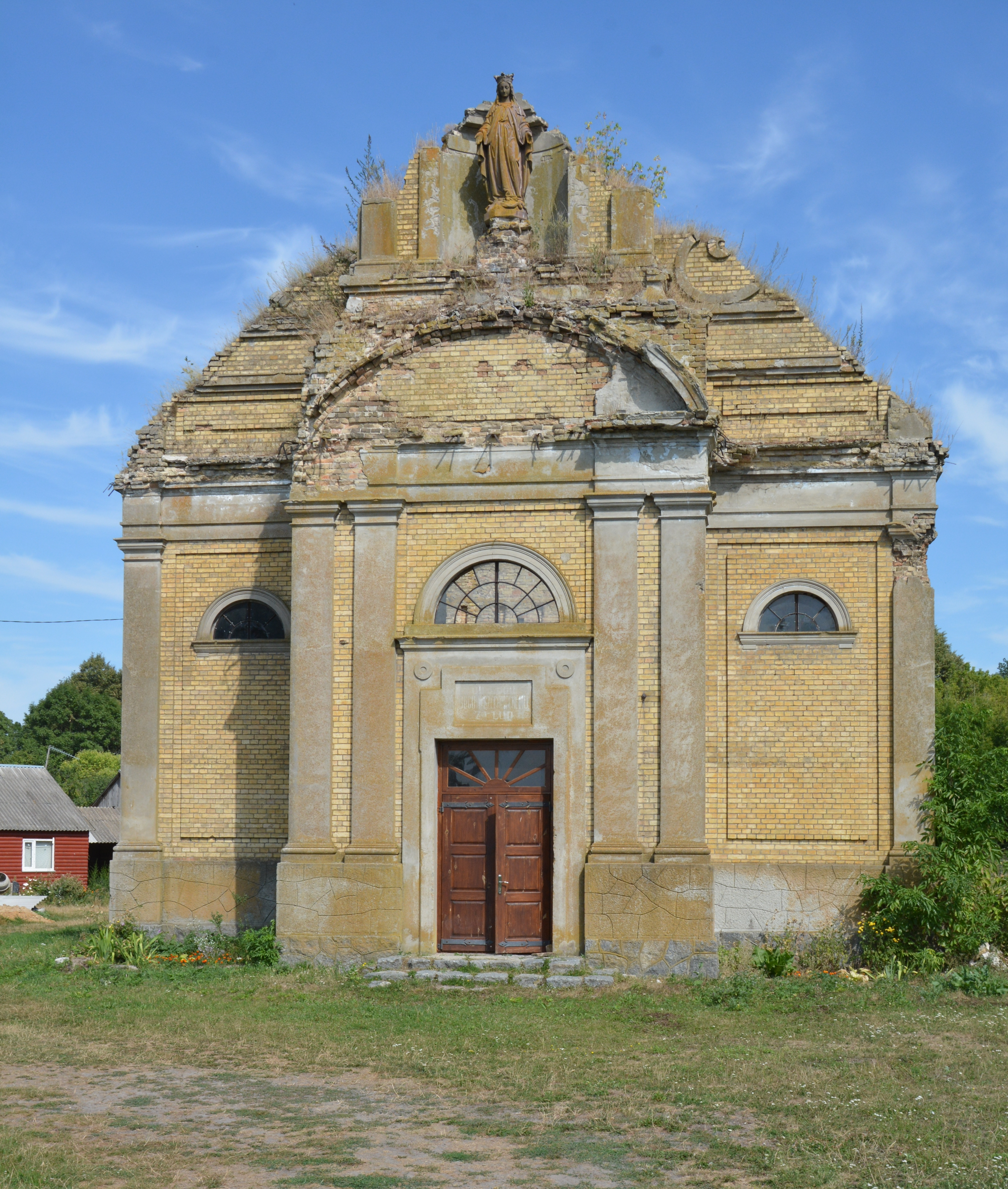
Костёл Св.Петра и Павла
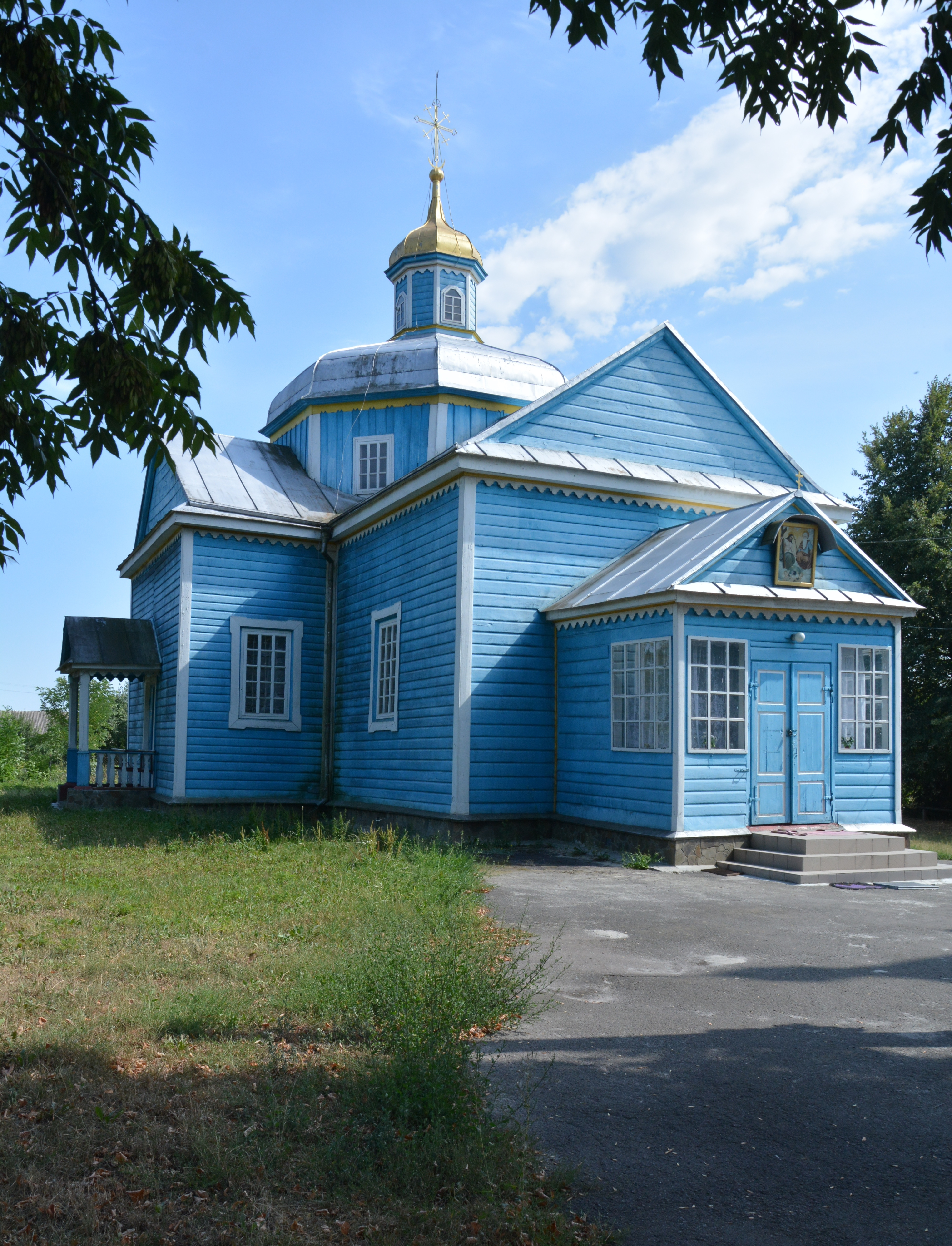
Троицкая церковь (деревянная, 1661-1825 гг.)
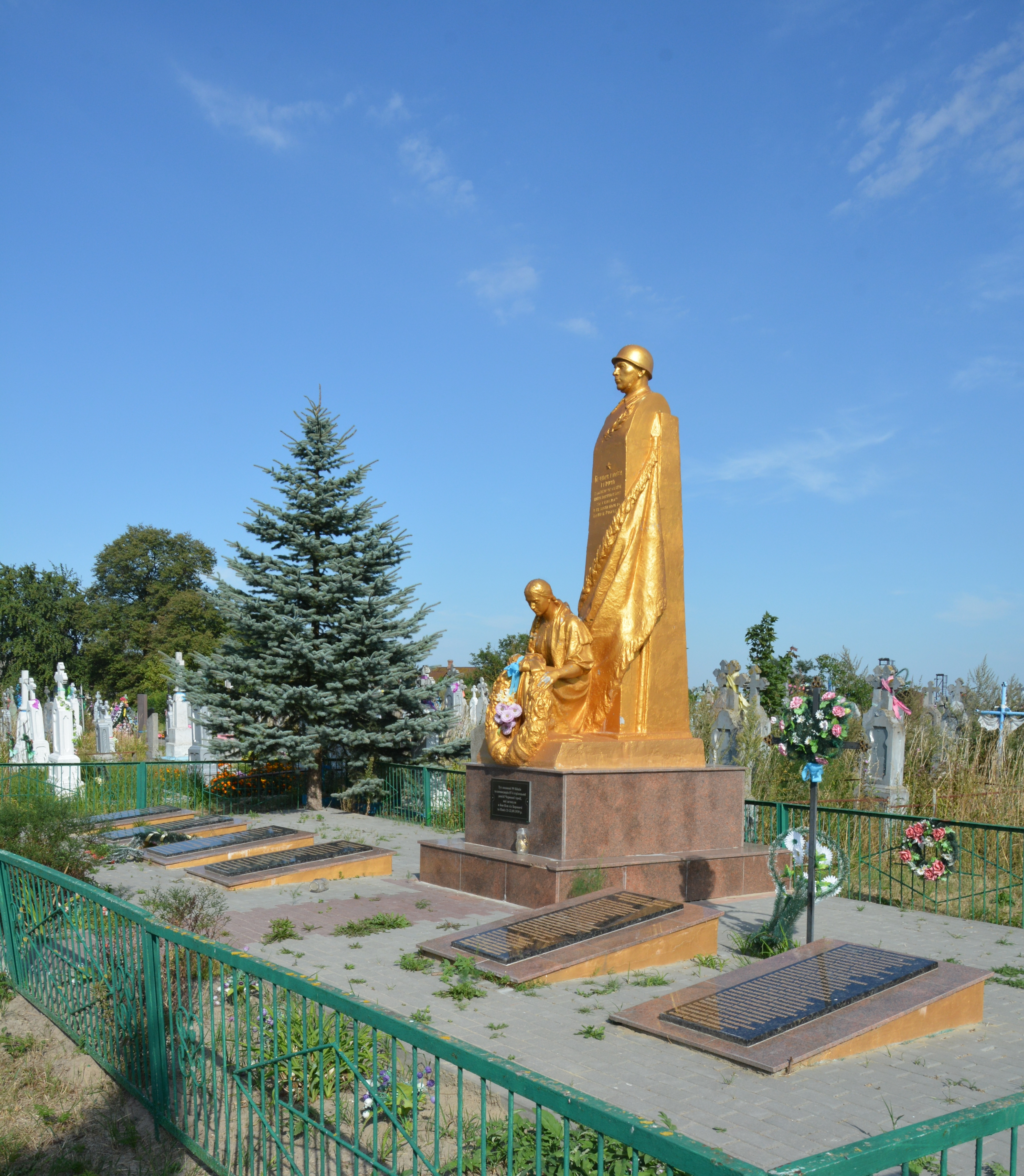
Памятник и братская могила воинов, погибших в Великой Отечественной войне